# مرکید (هریس)
مرکید یکی از روستاهای استان آذربایجان شرقی است که در دهستان بدوستان غربی بخش خواجه شهرستان هریس واقع شده‌است.
مرکید در ۴۵کیلومتری شهر تبریز به طرف شهرستان اهر واقع شده‌است. و تقریباً در ۱٫۵کیلومتری جاده اهر تبریز می‌باشد. 
روستای مرکید دارای ۱۵۰ خانوار می‌باشد که جمعیت آن در حدود ۷۰۰ نفر است  که اکثراً به شغل قالیبافی مشغول هستند.
روستای مرکید دارای دو مدرسه ابتدائی و راهنمایی و یک خانه بهداشت دارد.
روستای مرکید دارای امکاناتی همچون گاز-برق-مخابرات و شبکه آبیاری نیز می‌باشد.
لازم است ذکر شود که آب آشامیدنی روستا از طریق چاه آب واقع در کنار جاده هریس ما بین روستاهای احمدآباد و شیخ رجب تأمین می‌شود در ایام تابستان  کمبود آب را نیز شاهد هستیم.